# Casa Ricordi (film 1954)
Casa Ricordi è un film del 1954 diretto da Carmine Gallone.

## Trama
Il film ripercorre la storia romanzata della grande dinastia di editori musicali (dapprima solo tramite spartiti e poi anche dischi) Ricordi, che si svolse per tutto l'Ottocento con Giovanni, il fondatore, e poi il figlio Tito ed il nipote Giulio. Il film descrive gli incontri con i grandi protagonisti dell'opera italiana: da Rossini a Bellini, da Donizetti a Verdi, per finire con Puccini all'inizio del Novecento, tutti passati dagli editori Ricordi per far stampare le loro opere.

## Produzione
Il film, una co-produzione italo-francese, fu prodotto da Cormoran Films, Documento Film, Franco London Films, Industrie Cinematografiche Sociali (ICS) e Le Louvre Film; fu girato per gli interni negli stabilimenti romani di Cinecittà e per gli esterni tra Roma, Milano e Parigi.
Lauro Gazzolo è presente nel film sia come attore, con il ruolo di Carlotti, sia come doppiatore di Julien Carette, che interpreta l'oste Felix.
La doppiatrice Andreina Pagnani dà la voce a due personaggi diversi: Isabella Colbran (interpretata da Märta Torén) e Luisa Lewis (interpretata da Myriam Bru).

## Colonna sonora
- Il barbiere di Siviglia, di Gioachino Rossini, eseguita da Tito Gobbi e Giulio Neri
- L'elisir d'amore, di Gaetano Donizetti
- I puritani, di Vincenzo Bellini
- Un ballo in maschera, di Giuseppe Verdi
- Otello, di Giuseppe Verdi, eseguita da Mario Del Monaco
- La bohème, di Giacomo Puccini, eseguita da Renata Tebaldi
- Nabucco, di Giuseppe Verdi

## Distribuzione

### Date di uscita
- Italia: 1º dicembre 1954
- Francia: 26 luglio 1955

## Accoglienza
Il film fu il 27º maggior incasso della stagione cinematografica italiana 1954-1955.

## Incongruenze storiche
- La morte di Vincenzo Bellini viene situata la sera della prima dell'opera I puritani. In realtà l'opera venne data per la prima volta alle scene il 24 gennaio 1835 ma Bellini morì il 23 settembre di quello stesso anno.
- Nel film viene indicata la data del primo spostamento della sede della Ricordi verso la Casa degli Omenoni al 23 marzo 1848 ad opera di Tito Ricordi che vediamo appendere ad una parete il ritratto del defunto padre. In realtà Giovanni Ricordi morirà solo nel 1853.
- Nel film viene detto che Giulio Ricordi combatté appena sedicenne sulle barricate delle Cinque giornate di Milano, ma in realtà nel 1848 egli aveva appena 8 anni.

## Opere correlate
Fosco Giachetti torna qui a vestire i panni di Giuseppe Verdi, da lui già interpretato 16 anni prima (in quel caso come protagonista) nell'omonimo film anch'esso diretto da Carmine Gallone.
Stessa cosa anche per Gabriele Ferzetti, che qui veste nuovamente i panni di Giacomo Puccini, da lui interpretato appena un anno prima nella pellicola anch'essa sempre diretta da Carmine Gallone.
Pure Maurice Ronet, che nel film interpreta Vincenzo Bellini, aveva già interpretato lo stesso personaggio in un altro film diretto da Gallone, Casta Diva, distribuito nelle sale nello stesso periodo di Casa Ricordi, creando così una sorta di crossover tra le due pellicole.
La storia romanzata della famiglia fondatrice della casa discografica è stata in seguito trasposta anche in televisione con la miniserie in quattro puntate La famiglia Ricordi, diretta da Mauro Bolognini e trasmessa nel 1995 su Rai 1.